# チャリング・クロス駅 (ロンドン地下鉄)
チャリング・クロス駅（チャリング・クロスえき、英語: Charing Cross tube station）はシティ・オブ・ウェストミンスター、チャリング・クロスにあるロンドン地下鉄ノーザン線、ベーカールー線の駅である。トラファルガー広場、ストランド、ナショナル・レールのチャリング・クロス駅近くにある。ノーザン線ではチャリング・クロス支線のエンバンクメント駅とレスター・スクウェア駅の間に、ベーカールー線ではエンバンクメント駅とピカデリー・サーカス駅の間にあり、トラベルカード・ゾーン1に含まれる。
チャリングクロスには1979年から1999年までジュビリー線が乗り入れており、同線の南の終点となっていた。
この駅の名前は複雑に変遷し、この駅が「チャリング・クロス」を名乗る期間はそれほど長くない上、他の駅が「チャリング・クロス」を名乗っていた期間が長い。

## 歴史
ノーザン線の駅と、ベーカールー線の駅は2つの別々の駅として開業し、ジュビリー線が開業した際にジュビリー線のホームを介して両駅が連絡された。ノーザン線の駅とベーカールー線の駅はそれぞれ別の名前を名乗っており、それぞれ異なる改名の歴史をもっている。 
ベーカールー線のホームは1906年3月10日、ベーカーストリート・アンド・ウォータールー鉄道（BS&WR）の「トラファルガー・スクエア駅」として開業した。この時点で、この路線のトラファルガー・スクエア駅の南にチャリング・クロス駅（現在のエンバンクメント駅）があったことに注意を要する。
ノーザン線のホームは1907年6月22日、チャリングクロス・ユーストン・アンド・ハムステッド鉄道（CCE&HR）の「チャリング・クロス駅」として開業した。開業時、この駅はこの路線の南側の終点であり、ゴルダーズ・グリーンとハイゲート（現アーチウェイ）への列車が発着していた。
ベーカーストリート・アンド・ウォータールー鉄道とチャリングクロス・ユーストン・アンド・ハムステッド鉄道はいずれもロンドン地下電気鉄道（UERL）の傘下にあったが、この二つの駅の間をつなぐ通路はなく、乗換客はいったん地上に出る必要があった。
乗換の便を向上させるため、チャリングクロス・ユーストン・アンド・ハムステッド鉄道は1914年4月6日、南にわずかに延伸して本線鉄道のチャリング・クロス駅の下に乗り入れ、ベーカーストリート・アンド・ウォータールー鉄道とディストリクト鉄道（同様にロンドン地下電気鉄道の傘下にあった）の駅と接続する地点に新駅、「チャリング・クロス（エンバンクメント）駅」を開設した。ディストリクト鉄道の駅は「チャリング・クロス（ディストリクト）駅」、ベーカーストリート・アンド・ウォータールー鉄道の駅は「エンバンクメント駅」を名乗り、チャリングクロス・ユーストン・アンド・ハムステッド鉄道の旧駅は「チャリング・クロス（ストランド）駅」に改名されて残されたため、狭い地域に本線鉄道の駅も含めて5つの駅名が存在することとなった。
1915年5月9日、「チャリング・クロス（ストランド）駅」は「ストランド駅」に、その他の駅は「チャリング・クロス駅」に改名され、グレート・ノーザン・ピカデリー・アンド・ブロンプトン鉄道（GNP&BR）にあった「ストランド駅」は混乱防止のため「アルドウィッチ駅」に改名されている。
ストランド駅はジュビリー線ホーム建設のため1973年6月4日に休止された。ジュビリー線のホームはベーカールー線トラファルガー・スクエア駅とノーザン線ストランド駅のホームを連絡する位置に設けられ、長く分断されていた両駅が接続された。エンバンクメント駅との乗換需要を考慮し、1974年8月4日にベーカールー線、ディストリクト線の「チャリング・クロス駅」は「チャリング・クロス・エンバンクメント駅」に改称された。ジュビリー線は1979年5月1日に開業し、同日ノーザン線ホームの改築も完了、ストランド駅、トラファルガー・スクエア駅、ジュビリー線の新駅を併せた駅が新たに「チャリング・クロス駅」となり、「チャリング・クロス・エンバンクメント駅」は「エンバンクメント駅」となった。ノーザン線の西側の支線はウエスト・エンド支線と呼ばれていたが、この駅名変更により1979年以降はチャリング・クロス支線と呼ばれるようになった。
|        | 本線鉄道           | ディストリクト線                     | ノーザン線                             | ベーカールー線                         | ベーカールー線           | ノーザン線                       | ジュビリー線       |
| ------ | ------------------ | ------------------------------------ | -------------------------------------- | -------------------------------------- | ------------------------ | -------------------------------- | ------------------ |
| 1870年 | チャリング・クロス | チャリング・クロス                   |                                        |                                        |                          |                                  |                    |
| 1906年 | チャリング・クロス | チャリング・クロス                   |                                        | エンバンクメント                       | トラファルガー・スクエア |                                  |                    |
| 1907年 | チャリング・クロス | チャリング・クロス                   |                                        | エンバンクメント                       | トラファルガー・スクエア | チャリング・クロス               |                    |
| 1914年 | チャリング・クロス | チャリング・クロス                   | チャリング・クロス（エンバンクメント） | チャリング・クロス（エンバンクメント） | トラファルガー・スクエア | チャリング・クロス（ストランド） |                    |
| 1915年 | チャリング・クロス | チャリング・クロス                   | チャリング・クロス                     | チャリング・クロス                     | トラファルガー・スクエア | ストランド                       |                    |
| 1973年 | チャリング・クロス | チャリング・クロス                   | チャリング・クロス                     | チャリング・クロス                     | トラファルガー・スクエア | ストランド（休止）               |                    |
| 1974年 | チャリング・クロス | チャリング・クロス・エンバンクメント | チャリング・クロス・エンバンクメント   | チャリング・クロス・エンバンクメント   | トラファルガー・スクエア | ストランド（休止）               |                    |
| 1976年 | チャリング・クロス | エンバンクメント                     | エンバンクメント                       | エンバンクメント                       | トラファルガー・スクエア | ストランド（休止）               |                    |
| 1979年 | チャリング・クロス | エンバンクメント                     | エンバンクメント                       | エンバンクメント                       | チャリング・クロス       | チャリング・クロス               | チャリング・クロス |
| 1999年 | チャリング・クロス | エンバンクメント                     | エンバンクメント                       | エンバンクメント                       | チャリング・クロス       | チャリング・クロス               |                    |

チャリング・クロスはジュビリー線の南の終点として開業したが、ジュビリー線を南東にルイシャムまで延伸する計画が開業時から存在した。延伸線のトンネルはアルドウィッチ駅の建設が計画されていたストランド143番地付近まで建設されていたが、1980年代から1990年代にかけてイーストエンド、ドックランズの再開発が進み、公共交通機関を建設する必要が発生、グリーン・パーク駅の南からウェストミンスター駅、ウォータールー駅、ロンドン・ブリッジ駅を経由して本線鉄道との乗換の便を図るとともにグリニッチ・ペニンシュラ、ストラトフォードに至る路線の建設が計画された。
この新線のうち、グリーン・パーク駅からウォータールー駅までの区間が1999年11月20日に開業し、ジュビリー線はこの新線に乗り入れるようになり、グリーン・パーク駅からチャリング・クロス駅の区間は廃止された。

## 壁画

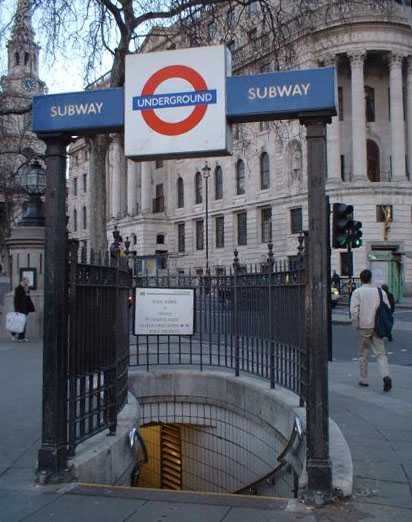
トラファルガー広場からみた駅入口の1つ

ノーザン線のホームにはデヴィッド・ジェントルマンが描いた長さ100メートルの壁画が飾られた。この壁画ではエドワード1世の妻、エリナー・オブ・カスティルに始まるチャリング・クロスの歴史が表現されている。

## バス路線
ロンドンバス6、9、13、15、23、87、139、176、15H、深夜バスN9、N13、N15、N21、N26、N44、N87、N155、N199、N343、グリーン・ライン・コーチ748が当駅を経由する。

## ジュビリー線ホーム跡
ジュビリー線のホーム跡はグリーン・パーク駅止まり列車の引き上げ線として現在も使用され、ホーム跡の先には各2編成を収容できる複線の線路がある。
ロンドン交通局はジュビリー線ホーム跡を実用的な理由で維持し続けているが、近代的な駅構造をもつ廃駅として、ジュビリー線ホーム跡は映画やテレビの撮影にもよく使われている。営業運転に使われていた1987年にも映画「第四の核」の撮影に使われたが、駅廃止後には「MI-5 英国機密諜報部」、「0:34 レイジ34フン」(2004年)、 「28週後...」(2007年)、「今日も僕は殺される」(2007年)、「007 スカイフォール」(2012年)などの撮影に使われ、アレックス・パークスのシングル「クライ」にも登場している。
2006年、ドックランズ・ライト・レイルウェイをバンク駅から延伸してチャリング・クロス駅のジュビリー線ホーム跡に至る計画が発表された。この案は、途中アルドウィッチ駅、シティ・テムズリンク駅を通るもので、フリート線構想に近い。
2010年、コンコースはロンドン交通局のバスキング・ライセンスのオーディションに使用された

## 駅周辺
- トラファルガー広場
- ナショナル・ギャラリー・ナショナル・ポートレート・ギャラリー
- カナダ・ハウス（英語版）
- セント・マーティン・イン・ザ・フィールズ
- ネルソン記念柱
- アドミラルティ・アーチ
- サヴォイ・ホテル
- ザ・マル
- ホワイトホール
- コヴェント・ガーデン

## 隣の駅
ロンドン交通局
ロンドン地下鉄
■ノーザン線
チャリング・クロス支線
レスター・スクウェア駅 - チャリング・クロス駅 - エンバンクメント駅
■ベーカールー線
ピカデリー・サーカス駅 - チャリング・クロス駅 - エンバンクメント駅

### 廃止された路線
ロンドン交通局
ロンドン地下鉄
■ジュビリー線
グリーン・パーク駅 - チャリング・クロス駅